# Мотідзукі Тійоме
Мотідзукі Тійоме (яп. 望月 千代女), також відома як Мотідзукі Тійо (яп. 望月 千代女) — згідно з легендою дворянка, що у XVI столітті створила загін жінок ніндзя в складі клану Такеда. Утім, це є історично спірним питанням. Вона також постає героїнею багатьох відеоігор та інших вигадок.

### За легендою
Тійоме є нащадком ніндзі Мотідзукі Ідзумо но Камі (яп. 望月出雲守) Кьога руй, що жив у XVI столітті, і була дружиною Мотідзукі Морітокі — повелителя самураїв у районі Сіноа Саку. Після вбивства Морітокі, під час битви за Каванакідзіму, Тійоме лишалася під опікою даймьо Такеда Сінген лідера клану Такеда і дядька її чоловіка. Пізніше Сінген доручив її важливу місію щодо набору жінок і створення з них підпільного загону ніндзя для боротьби проти місцевих воєначальників. План Такеди полягав у посиленому тренуванні жінок оперативників, які могли б використовуватися як шпигуни та агенти для збору інформації й доправлення кодованих повідомлень його посланцям. Тійоме постала найкращим кандидатом для цього, від її появи після тривалої служби ніндзі Кьога. Вона виконала завдання, що постало перед нею згідно з операцією в селі Нісо і почала пошук потенційних кандидатів для тренінгу.
Тійоме набирала повій та інших подорожніх жінок жертв громадянської війни періоду Сенгоку, а також молодих дівчат, що осиротіли, загубилися або були відірвані від близьких. Багато людей вірили в те, що вона допомагала цим жінками та поновлювала інтерес для початку нового життя.